# Izlučivanje iz zbirke
Izlučivanje iz zbirke je postupak kojim se neki muzejski predmet trajno uklanja iz muzejske zbirke. Ovaj je postupak praktičan i konstruktivni alat, koji ako se promišljeno koristi podupire dugoročnu opstojnost zbirke te pomaže muzeju da sređenije i promišljenije upravlja zbirkama, a kako bi isti što bolje ispunjavao svoju misiju i kvalitetnije i osmišljenije služio zajednici.

## Preduvjeti izlučivanja iz zbirke
Sam se postupak provodi u nekoliko nezaobilaznih i temeljito definiranih koraka, i mora biti usklađen s politikom akvizicije predmeta.

## Postupak
Svaki muzej treba ustanoviti vlastiti proces izlučivanja iz zbirke,sukladno svojo organizacijskoj strukturi.Kustos izrađuje dokument kojim objašnjava zbog čega se kao rješenje u slučaju pojedinog predmeta treba razmotriti i izlučivanje iz zbirke.Potom se ova dokumentacija dostavlja ravnatelju muzeja koji potom zajedno s upravnim vijećem donosi ili ne donosi odluku o izlučivanju   predmeta iz muzejske zbirke.
.

### Kriteriji za izlučivanje
Više je razloga zbog kojih treba razmotriti treba li ili ne   neki predmet izlučiti iz zbirke.
- Djelo više nije usklađeno s politikom prikupljanja odnosno misijom muzeja.
- Djelo je loše kvalitete i nema ga smisla izlagati odnosno proučavati.
- Fizičko stanje djela je loše i konzerviranje restauriranje spomenutog nije   isplativo niti smisleno.
- Muzej nije u stanju primjereno brinuti za djelo.
- Djelo je   prodano, kako bi muzej poboljšao kvalitetu svoje zbirke.
- Kod autentifikacije ili atribucije ustanovljeno je da je djelo falsifikat,te je objekt stoga   postao bezvrijedan.
- Djelo je duplikat ili replika.
- Djelo je ilegalno uvezeno ili se radi o ukradenoj umjetnini,odnosno stečeno je kao ratni plijen.

### Faze izlučivanja
- Verifikacija legalnog statusa -  provjera da li postoje bilo kakove legalne zapreke izlučivanju iz zbirke
  - Ustanovljenje čistog i jasnog vlasničkog statusa
  - Provjera da li postoje Ograničenja postavljena od   darovatelja.
    - Vidi UNESCO Convention on the Means of Prohibiting and Preventing the Illicit Import, Export, and Transfer of Ownership of Cultural Property and AAM Statement on the "Standards Regarding the Unlawful Appropriation of Objects During the Nazi Era"
- Fizički pregled odnosno procjena stanja djela od strane konzervatora restauratora.
- Procjena vrijednosti,najbolje od nekoliko eksperata
- Direktor i ili upravno vijeće donose konačnu odluku nakon temeljite provjere dokumentacije
- Obavezno obavješatvanje darovatelja o izlučenju

## Uklanjanje iz zbirke
Određujemo ga kao prijenos vlasništva   s muzeja na drugu   pravnu osobu.Sam proces izlučivanja i uklanjanja iz zbirke dakako mora biti temeljito   dokumentiran
.
Proces izlučivanja kompletira se na jedan od sljedećih načina
- Donacijom predmeta drugom muzeju,ili nekoj drugoj ustanoviAntonio Molinari - Adam i Eva, Primjer djela izlučenog iz zbirke: Slika Izlučena iz zbirke Pennsylvania Academy of the Fine Arts, Philadelphia, Pennsylvania 1988 i kupljena od strane Ball State University Museum of Art, Muncie, Indiana 1989.
- Zamjena za drugi objekt,između muzeja ili druge neprofitne institucije
- Fizičko uništenje djela odnosno predmeta
- Repatrijacija - vraćanje djela prvotnom vlasniku,odnosno na mjesto gdje je izvorno stajalo
- Vraćanje djela darovateljuAukcija u poznatoj aukcijskoj kući Christie's
- Prodaja   na javnoj dražbi.

## Izlučivanje iz zbirke i etika muzejske struke
Više je muzejskih udruga koje su definirale etička ograničenja vezana uz izlučivanje iz zbirki.Dva su temeljna etička pitanja vezana uz ovu problematiku,zabrana prodaje ili prijenosa vlasništva muzejskim zaposlenicima ili članovima upravnog vijeća,odnosno njihovim   srodnicima,te potreba ograničenja vezanih za   stjecanje materijalne koristi od prodaje ili aukcije.
.
Prvi od ovih etičkih problema je   prilično direktan i neposredan,dok je drugi   na vidjelo izašao nakon borbe za financijsko osiguranje poslovanja nekih muzeja suočenih s nestašicom sredstava.
Sukladno američkoj AAMD (The Association of Art Museum Directors): "Sredstva stečena prodajom izlučenih predmeta mogu se koristiti samo i jedino za nove akvizicije,sukladno politici   popunjavanja zbirki."
Nadalje po AAM (the American Association of Museums): "Sredstva stečena kroz izlučivanje i prodaju mogu biti korištena samo za nabavu novih predmeta odnosno brigu za zbirke."
Prema navodima AASLH (the American Association for State and Local History): "Iz zbirke se ne mogu izlučiti ili ukloniti predmeti ni u kom slučaju osim ako se sredstva   dobivena ovim postupkom ne namjeravaju koristiti za   brigu o zbirkama odnosno nabavu novih predmeta."
Po ICOM (the International Council of Museums): Materijalna dobit stečena izlučivanjem ili uklanjanjem predmeta iz zbirki može biti korištena isključivo i jedino u svrhu nabave novih predmeta.

## Kritički pogled na   izlučivanje predmeta iz muzejskih zbirki
Izlučivanje se smatra za kontroverznu temu i aktivnost,te na   nju različito gledaju umjetnici i   javnost. Neki poput Donn Zaretsky-og, autora The Art Law Blog smatraju ovaj postupak zloporabom "javnog povjerenja"  te tvrde da pravila vezana za izlučivanje treba u cijelosti izbaciti. Drugi,kao Susan Taylor, ravnateljica New Orleans Museum of Art i predsjednica AAMD,smatra da dobit od prodaje   predmeta izlučenih iz fundusa muzeja može biti korištena isključivo za nabavu novih djela'.

## Izlučivanju iz zbirki u Hrvatskoj
Tekst   postavljen na web od strane Muzejskog dokumentacijskog centra ,jednim dijelom spominje i izlučivanje iz zbirke :
"Izlučivanje muzejskih predmeta i muzejske dokumentacije postupak je trajnog otpisa muzejskih predmeta ili muzejske dokumentacije iz muzejskog fundusa.
Načini i razlozi izlučivanja muzejskog predmeta i muzejske dokumentacije jesu otpis zbog uništenosti,razmjena predmeta s drugim muzejom, pravnom ili fizičkom osobom i prodaja predmeta drugom muzeju, pravnoj ili fizičkoj osobi zbog nepodudarnosti s poslanjem muzeja.
Prijedlog za izlučivanje muzejske građe i muzejske dokumentacije donosi stručno vijeće muzeja na temelju obrazloženja u pisanom obliku koje daje stručna osoba s područja za koje se predmet izlučuje, uz suglasnost upravnog vijeća muzeja.
Razloge izlučivanja muzej mora iscrpno obrazložiti i dokumentirati te za to tražiti odobrenje Hrvatskoga muzejskog vijeća. "

## Vanjske poveznice
- Behind the scenes at the Detroit Institute of Art: Deaccessioning practices  Arhivirana inačica izvorne stranice od 30. studenoga 2017. (Wayback Machine), a 12-minute video.
- An Example Collection Management Policy. See Section H. for policies governing the process of deaccession from the Whitney Museum of American Art.
- An Article from the DePaul Journal of Art, Technology and Intellectual Property Law. Vol. XXII: 119: Stephens, Heather Hope. 2011. "All in a Days Work: How Museums may approach Deaccessioning as a necessary Collections Management Tool.
- Vujić,Ž. Izlučiti ili ne izlučiti predmete iz zbirke